# Juslapeña
Juslapeña är en kommun i Spanien.   Den ligger i provinsen Provincia de Navarra och regionen Navarra, i den nordöstra delen av landet, 300 km nordost om huvudstaden Madrid. Antalet invånare är 558. Arean är 32 kvadratkilometer.
Terrängen i Juslapeña är lite kuperad.